# Sierre
Sierre (tysk: Siders) er hovedbyen i distriktet af samme navn i kantonen Valais i Schweiz. Byen har 16.790(2018) indbyggere.
Byen ligger på grænsen mellem det tysk- og det fransktalende område i Valais. Da der bor en Ikke ubetydelig tysktalende minoritet i den overvejende fransktalende by, er den som en ud af blot tre byer i landet officielt tosproget.

## Historie
Arkæologiske udgravninger har vist, at området har været beboet siden stenalderen. Byen er første gang omtalt omkring år 800 som Sidrium. I det 11. århundrede hørte det under bispedømmet i Sion, og nogle adelsslægter havde opført en række borge i området. Disse blev sammen med de tilhørende landsbyer stort set alle ødelagt i det 14. århundrede i en fejde mellem franskmænd og tyskere. Efterhånden kom området på fode igen, nu med centrum i det, der er vore dages Sierre, hvor rådhuset blev opført i 1620.
Tidligt i det 20. århundrede indledtes en god økonomisk vækst i området som følge af opførelsen af et aluminiumsværk, hvor man udnyttede tilgængelig vandkraft. Aluminiumsproduktion er fortsat vigtig for området og beskæftiger omkring 1200 personer.

## Geografi
Sierre ligger i Rhone-dalen på flodens højre bred i lidt over 500 m højde. Byen er adgangsvej til turistområdet Val d'Anniviers. Der er forbindelse til Crans-Montana med kabelbane.

## Demografi
Byen er officielt tosproget (fransk/tysk), men fransk er det klart dominerende med en andel på omkring 75 % af indbyggerne, mens cirka 12,6 % taler tysk. Af de øvrige indbyggere er langt hovedparten udenlandske tilflyttere, der taler en række andre sprog.
Indbyggertallet er steget pænt i de senere år – 12,3 % i de første 10 år af det 21. århundrede – hvilket så at sige udelukkende skyldes udenlandsk tilflytning.

## Kultur og seværdigheder

### Museer
I Sierre finder man blandt andet et vinmuseum samt et museum for forfatteren Rainer Maria Rilke, der boede tæt på byen de sidste fem år af sit liv.

### Bygninger
Nogle af de gamle bygninger fra aluminiums- og vandkraftsproduktionen er nu fredede.

## Vindyrkning
Sierre har tradition langt tilbage i tiden for vindyrkning og har sin egen drue, Rèze, som anvendes til at producere Vin de glaciers, en sherry-agtig vintype.